# Giovanni Meoni
Giovanni Meoni (Genzano di Roma, 1964) è un baritono e docente italiano.

## Biografia
Inizia lo studio del Canto presso il Conservatorio Santa Cecilia in Roma. Successivamente segue gli insegnamenti del M° Leodino Ferri (allievo di Arturo Melocchi) che saranno fondamentali e determinanti per la sua formazione. Debutta nel 1991 con La bohème (Marcello) presso il Teatro Flavio Vespasiano di Rieti. Dal 1991 al 1993 risulta vincitore di importanti concorsi nazionali ed internazionali, tra i quali il Battistini (1991), il Ricciarelli (1992), il Basiola (1993) come 1º assoluto e miglior baritono.
Interprete importante della tradizione operistica italiana si distingue, nei primi anni della sua carriera, nell'esecuzione del repertorio belcantistico belliniano e donizettiano, per arrivare, successivamente, al repertorio verdiano nel quale trova la sua naturale collocazione e dove raggiunge la massima espressione, eccellendo in particolar modo nei grandi ruoli di "baritono nobile", con un fraseggio raffinato ed una rilevante presenza scenica.

## Carriera artistica
Si è esibito sui principali palcoscenici del mondo tra i quali, in Italia, il Teatro dell'Opera di Roma, il Teatro di San Carlo di Napoli, il Teatro Regio (Torino) di Torino, il Teatro Comunale di Bologna, il Gran Teatro La Fenice di Venezia, il Teatro Comunale di Firenze,il Teatro Massimo di Palermo, il Teatro Carlo Felice di Genova, l'Arena di Verona, il Teatro Verdi di Trieste, lo Sferisterio di Macerata e, all'estero, il Metropolitan Opera House di New York, l'Opera di Stato di Monaco di Baviera, l'Opera di Amburgo, la Deutsche Oper di Berlino, il Gran Teatre del Liceu di Barcellona, la Wiener Staatsoper
, il Teatro Bol'šoj di Mosca, l'Opernhaus di Zurigo, l'Opéra Royal de Wallonie.
È attivo anche in ambito concertistico nelle più prestigiose istituzioni e sale da concerto internazionali tra le quali la Carnegie Hall di New York, il Concertgebouw di Amsterdam, l'Accademia Nazionale di S.Cecilia, i Münchner Philharmoniker di Monaco, il Tokyo Metropolitan Art Space. Ha tenuto recital a Milano, New York, Londra, Bruxelles, Parigi, Madrid, Hong Kong, Bucarest e Sofia.
Ha collaborato con importanti direttori d'orchestra tra i quali Riccardo Muti, Zubin Mehta, Chung Myung-whun, Daniele Gatti, Daniel Oren, Pinchas Steinberg, Gianandrea Noseda, Gianluigi Gelmetti, Bruno Campanella, Alain Lombard, Nello Santi, Donato Renzetti, Paolo Arrivabeni, Renato Palumbo e registi quali Franco Zeffirelli, Hugo De Ana, Pier Luigi Pizzi, Robert Carsen, Jonathan Miller, Giuliano Montaldo, Ferzan Özpetek, Beni Montresor, Alberto Fassini, Gianfranco De Bosio, Renzo Giacchieri, Henning Brockhaus.
È stato insignito di importanti riconoscimenti quali il "Premio Lauri-Volpi" e il "Premio Ettore Bastianini".
Dal 2023 è docente di Canto presso il Conservatorio "A. Boito" di Parma.

## Repertorio
| Ruolo               | Titolo               | Autore    |
| ------------------- | -------------------- | --------- |
| Sir Riccardo Forth  | I puritani           | Bellini   |
| Enrico Ashton       | Lucia di Lammermoor  | Donizetti |
| Duca di Nottingham  | Roberto Devereux     | Donizetti |
| Severo              | Poliuto              | Donizetti |
| Alphonse            | La Favorite          | Donizetti |
| Duca di Chevreuse   | Maria di Rohan       | Donizetti |
| Valentin            | Faust                | Gounod    |
| Compar Alfio        | Cavalleria rusticana | Mascagni  |
| Kyoto               | Iris                 | Mascagni  |
| Marcello            | La bohème            | Puccini   |
| Scarpia             | Tosca                | Puccini   |
| Sharpless           | Madama Butterfly     | Puccini   |
| Michele             | Il tabarro           | Puccini   |
| Gianni Schicchi     | Gianni Schicchi      | Puccini   |
| Guglielmo Tell      | Guglielmo Tell       | Rossini   |
| Nabucco             | Nabucco              | Verdi     |
| Don Carlo           | Ernani               | Verdi     |
| Francesco Foscari   | I due Foscari        | Verdi     |
| Ezio                | Attila               | Verdi     |
| Macbeth             | Macbeth              | Verdi     |
| Francesco Moor      | I masnadieri         | Verdi     |
| Miller              | Luisa Miller         | Verdi     |
| Rigoletto           | Rigoletto            | Verdi     |
| Conte di Luna       | Il trovatore         | Verdi     |
| Giorgio Germont     | La traviata          | Verdi     |
| Guido di Monforte   | I vespri siciliani   | Verdi     |
| Simon Boccanegra    | Simon Boccanegra     | Verdi     |
| Renato              | Un ballo in maschera | Verdi     |
| Don Carlo di Vargas | La forza del destino | Verdi     |
| Rodrigo di Posa     | Don Carlo            | Verdi     |
| Amonasro            | Aida                 | Verdi     |
| Iago                | Otello               | Verdi     |